# SN 2005ao
SN 2005ao – supernowa typu Ia odkryta 7 marca 2005 roku w galaktyce NGC 6462. W momencie odkrycia miała maksymalną jasność 16,70m.